# Альбрехт V (герцог Баварии)
А́льбрехт V Баварский (нем. Albrecht V. von Bayern, Альбрехт V Великодушный (нем. Albrecht V. der Großmütige); 29 февраля 1528, Мюнхен, герцогство Бавария — 24 октября 1579, Мюнхен) — герцог Баварии с 1550 года.

## Правление
Альберт получил образование в Ингольштадте у преподавателей-католиков. Он был одним из немногих немецких князей твердо стоящих на стороне католицизма и одним из руководителей немецкой контрреформации. После смерти отца в 1550 году он стал герцогом Баварии. Некоторые историки указывают на незначительную роль герцога Альбрехта V в управлении государством. К примеру, Генрих Бёмер так охарактеризовал личность герцога:

«…герцог был добродушен, но ленив, беспечен и лишён всякого серьёзного сознания своих обязанностей.»

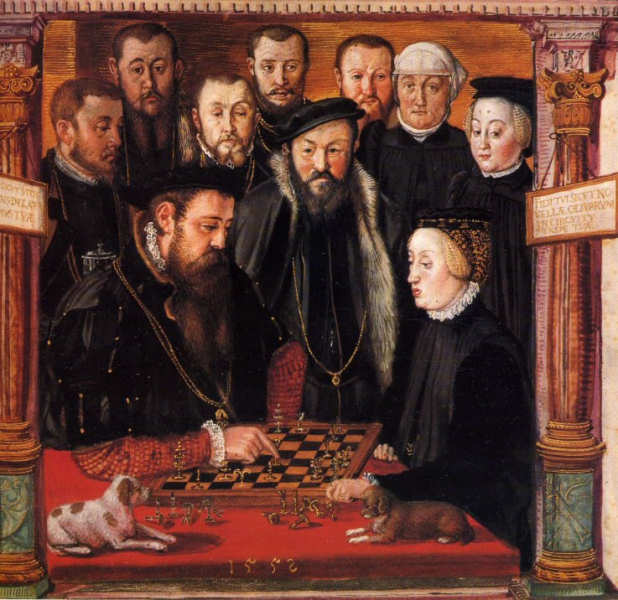
Альбрехт V и его жена Анна за игрой в шахматы. Ганс Милих

Герцог всё же принимал участие в делах государственного управления, однако был сильно подвержен влиянию своих советников, среди которых на начальном этапе его правления были два католика, Георг Штокхаммер и Вигулеус Хундт. Последний играл важную роль в событиях, приведших к подписанию Пассауского договора в 1552 и Аугсбургского мира в 1555 году.
Наблюдая серьёзную необходимость в церковной реформе, герцог принял помощь иезуитов и 7 июля 1556 года 8 отцов-иезуитов и 12 схоластиков прибыли в Ингольштадт. Именно в университете Ингольштадта, основанном Альбертом V, иезуиты впервые заняли серьёзные преподавательские должности. В Ингольштадте иезуиты открыли гимназию, а в 1578 году ещё и бесплатную семинарию. При нём колледжи иезуитов появились также в Аугсбурге и Мюнхене (в 1559 году), особое влияние приобрёл отец-иезуит Пётр Канизий.
Религиозная политика герцога Альбрехта после появления ордена иезуитов в Баварии приобрела довольно резкую контрреформационную окраску. Начиная с 1563 года герцог стал нещадно преследовать анабаптистов (по словам иезуита Агриколы, «огнём, водою и железом») и последовательно уничтожать протестантские книги и памфлеты. Тысячи отступников от римской католической церкви были изгнаны из Баварии. Городскому совету Мюнхена герцог Альбрехт заявил буквально следующее:

«Но слава Божья и спасение душ должны быть поставлены выше всех светских интересов.»
Альберт предпринимал усилия для того, чтобы сделать своего сына Эрнста архиепископом-курфюрстом Кёльна. Это осуществилось только после смерти Альберта, однако в течение последующих двух столетий этот пост занимали баварские Виттельсбахи. С 1560 года Альбрехт управлял также графством Глатц в качестве преемника своего дяди Эрнеста Зальцбургского, но продал его императору Максимилиану II в 1567 году.

## Меценатство
Альбрехт был любителем искусств, меценатом и коллекционером и сделал Мюнхен одним из культурных центров Европы. Книги его личной библиотеки послужили основой для Баварской государственной библиотеки в Мюнхене. Он имел огромную коллекцию греческого и римского антиквариата, картин и монет. Для хранения своей коллекции герцог отвел Антиквариум в Мюнхенской резиденции, ставший крупнейшим залом произведений искусства Ренессанса к северу от Альп. Он пригласил ко двору Орландо ди Лассо и покровительствовал многим другим творческим личностям, что повлекло за собой возникновение немалых долгов. Герцог выступил заказчиком иллюстрированной описи драгоценностей своей жены «Книга сокровищ герцогини Анны Баварской» — манускрипта, выполненного художником Гансом Милихом в 1555 году.
Альбрехт V был похоронен в мюнхенской Фрауэнкирхе. Преемником стал его сын Вильгельм.

## Семья
Сын герцога Баварии Вильгельма IV и Марии Якобы Баденской.
В 1547 году Альбрехт женился на Анне Австрийской (1528—1590), дочери императора Фердинанда I. Целью союза было окончание политического соперничества между Австрией и Баварией. Из семи детей герцога выжили пятеро:
- Вильгельм V (1548—1626), герцог Баварии;
- Фердинанд (1550—1608), вступил в морганатический брак, родоначальник династии Вартенбергов;
- Мария Анна (1551—1608), вышла замуж за Австрийского эрцгерцога Карла II;
- Максимилиана Мария (1552—1614)
- Эрнст (1554—1612), архиепископ и курфюрст Кёльна в 1583—1612.

Альбрехт был опекуном сестры Якобы Баденской, впоследствии герцогини Юлихской, и Филиппа Баденского, впоследствии маркграфа Бадена-Бадена.